# ガレ (小惑星)
ガレ (2097 Galle) は小惑星帯に位置する小惑星。ハイデルベルク天文台でドイツの天文学者カール・ラインムートが発見した。
ドイツの天文学者で、海王星を発見したヨハン・ゴットフリート・ガレに因んで命名された。